# Lijst van Italiaanse ministers van Binnenlandse Zaken

## Ministers van Binnenlandse Zaken van Italië (1946–heden)
| Minister van Binnenlandse Zaken | Minister van Binnenlandse Zaken | Minister van Binnenlandse Zaken  | Ambtstermijn                 | Ambtstermijn     | Partij(en)                       | Premier(s)                    | Kabinet(en)     |
| ------------------------------- | ------------------------------- | -------------------------------- | ---------------------------- | ---------------- | -------------------------------- | ----------------------------- | --------------- |
|                                 | Alcide De Gasperi               | Alcide De Gasperi (1881–1954)    | 14 juli 1946                 | 2 februari 1947  | DC                               | Alcide De Gasperi (1945–1953) | De Gasperi II   |
|                                 | Mario Scelba                    | Mario Scelba (1901–1991)         | 2 februari 1947              | 15 juli 1953     | DC                               | Alcide De Gasperi (1945–1953) | De Gasperi III  |
| De Gasperi IV                   | Mario Scelba                    | Mario Scelba (1901–1991)         | 2 februari 1947              | 15 juli 1953     | DC                               | Alcide De Gasperi (1945–1953) |                 |
| De Gasperi V                    | Mario Scelba                    | Mario Scelba (1901–1991)         | 2 februari 1947              | 15 juli 1953     | DC                               | Alcide De Gasperi (1945–1953) |                 |
| De Gasperi VI                   | Mario Scelba                    | Mario Scelba (1901–1991)         | 2 februari 1947              | 15 juli 1953     | DC                               | Alcide De Gasperi (1945–1953) |                 |
| De Gasperi VII                  | Mario Scelba                    | Mario Scelba (1901–1991)         | 2 februari 1947              | 15 juli 1953     | DC                               | Alcide De Gasperi (1945–1953) |                 |
|                                 | Amintore Fanfani                | Amintore Fanfani (1908–1999)     | 15 juli 1953                 | 18 januari 1954  | DC                               | Alcide De Gasperi (1945–1953) | De Gasperi VIII |
| Giuseppe Pella (1953–1954)      | Amintore Fanfani                | Amintore Fanfani (1908–1999)     | 15 juli 1953                 | 18 januari 1954  | DC                               | Pella                         |                 |
|                                 | Giulio Andreotti                | Giulio Andreotti (1919–2013)     | 18 januari 1954              | 10 februari 1954 | DC                               | Amintore Fanfani (1954)       | Fanfani I       |
|                                 | Mario Scelba                    | Mario Scelba (1901–1991)         | 10 februari 1954             | 5 juli 1955      | DC                               | Mario Scelba (1954–1955)      | Scelba          |
|                                 | Fernando Tambroni               | Fernando Tambroni (1901–1963)    | 5 juli 1955                  | 15 februari 1959 | DC                               | Antonio Segni (1955–1957)     | Segni I         |
| Adone Zoli (1957–1958)          | Fernando Tambroni               | Fernando Tambroni (1901–1963)    | 5 juli 1955                  | 15 februari 1959 | DC                               | Zoli                          |                 |
| Amintore Fanfani (1958–1959)    | Fernando Tambroni               | Fernando Tambroni (1901–1963)    | 5 juli 1955                  | 15 februari 1959 | DC                               | Fanfani II                    |                 |
|                                 | Antonio Segni                   | Antonio Segni (1891–1972)        | 15 februari 1959             | 25 maart 1960    | DC                               | Antonio Segni (1959–1960)     | Segni II        |
|                                 | Giuseppe Spataro                | Giuseppe Spataro (1897–1979)     | 25 maart 1960                | 26 juli 1960     | DC                               | Fernando Tambroni (1960)      | Tambroni        |
|                                 | Mario Scelba                    | Mario Scelba (1901–1991)         | 26 juli 1960                 | 20 februari 1962 | DC                               | Amintore Fanfani (1960–1963)  | Fanfani III     |
|                                 | Paolo Emilio Taviani            | Paolo Emilio Taviani (1912–2001) | 20 februari 1962             | 20 juni 1963     | DC                               | Amintore Fanfani (1960–1963)  | Fanfani IV      |
|                                 | Mariano Rumor                   | Mariano Rumor (1915–1990)        | 20 juni 1963                 | 5 december 1963  | DC                               | Giovanni Leone (1963)         | Leone I         |
|                                 | Paolo Emilio Taviani            | Paolo Emilio Taviani (1912–2001) | 5 december 1963              | 24 juni 1968     | DC                               | Aldo Moro (1963–1968)         | Moro I          |
| Moro II                         | Paolo Emilio Taviani            | Paolo Emilio Taviani (1912–2001) | 5 december 1963              | 24 juni 1968     | DC                               | Aldo Moro (1963–1968)         |                 |
| Moro III                        | Paolo Emilio Taviani            | Paolo Emilio Taviani (1912–2001) | 5 december 1963              | 24 juni 1968     | DC                               | Aldo Moro (1963–1968)         |                 |
|                                 | Franco Restivo                  | Franco Restivo (1911–1976)       | 24 juni 1968                 | 16 Februari 1972 | DC                               | Giovanni Leone (1968)         | Leone II        |
| Mariano Rumor (1968–1970)       | Franco Restivo                  | Franco Restivo (1911–1976)       | 24 juni 1968                 | 16 Februari 1972 | DC                               | Rumor I                       |                 |
| Mariano Rumor (1968–1970)       | Franco Restivo                  | Franco Restivo (1911–1976)       | 24 juni 1968                 | 16 Februari 1972 | DC                               | Rumor II                      |                 |
| Mariano Rumor (1968–1970)       | Franco Restivo                  | Franco Restivo (1911–1976)       | 24 juni 1968                 | 16 Februari 1972 | DC                               | Rumor III                     |                 |
| Emilio Colombo (1970–1972)      | Franco Restivo                  | Franco Restivo (1911–1976)       | 24 juni 1968                 | 16 Februari 1972 | DC                               | Colombo                       |                 |
|                                 | Mariano Rumor                   | Mariano Rumor (1915–1990)        | 18 februari 1972             | 7 juli 1973      | DC                               | Giulio Andreotti (1972–1973)  | Andreotti I     |
| Andreotti II                    | Mariano Rumor                   | Mariano Rumor (1915–1990)        | 18 februari 1972             | 7 juli 1973      | DC                               | Giulio Andreotti (1972–1973)  |                 |
|                                 | Paolo Emilio Taviani            | Paolo Emilio Taviani (1912–2001) | 7 juli 1973                  | 24 november 1974 | DC                               | Mariano Rumor (1973–1974)     | Rumor IV        |
| Rumor V                         | Paolo Emilio Taviani            | Paolo Emilio Taviani (1912–2001) | 7 juli 1973                  | 24 november 1974 | DC                               | Mariano Rumor (1973–1974)     |                 |
|                                 | Luigi Gui                       | Luigi Gui (1914–2010)            | 24 november 1974             | 12 februari 1976 | DC                               | Aldo Moro (1974–1976)         | Moro IV         |
|                                 | Francesco Cossiga               | Francesco Cossiga (1928–2010)    | 12 februari 1976             | 12 mei 1978      | DC                               | Aldo Moro (1974–1976)         | Moro V          |
| Giulio Andreotti (1976–1979)    | Francesco Cossiga               | Francesco Cossiga (1928–2010)    | 12 februari 1976             | 12 mei 1978      | DC                               | Andreotti III                 |                 |
| Giulio Andreotti (1976–1979)    | Francesco Cossiga               | Francesco Cossiga (1928–2010)    | 12 februari 1976             | 12 mei 1978      | DC                               | Andreotti IV                  |                 |
| Giulio Andreotti (1976–1979)    |                                 | Giulio Andreotti                 | Giulio Andreotti (1919–2013) | 12 mei 1978      | 13 juni 1978                     | DC                            |                 |
| Giulio Andreotti (1976–1979)    |                                 | Virginio Rognoni                 | Virginio Rognoni (1924–2022) | 13 juni 1978     | 4 augustus 1983                  | DC                            |                 |
| Giulio Andreotti (1976–1979)    | DC                              | Virginio Rognoni                 | Virginio Rognoni (1924–2022) | 13 juni 1978     | 4 augustus 1983                  | Andreotti V                   |                 |
| Francesco Cossiga (1979–1980)   | DC                              | Virginio Rognoni                 | Virginio Rognoni (1924–2022) | 13 juni 1978     | 4 augustus 1983                  | Cossiga I                     |                 |
| Francesco Cossiga (1979–1980)   | DC                              | Virginio Rognoni                 | Virginio Rognoni (1924–2022) | 13 juni 1978     | 4 augustus 1983                  | Cossiga II                    |                 |
| Arnaldo Forlani (1979–1980)     | DC                              | Virginio Rognoni                 | Virginio Rognoni (1924–2022) | 13 juni 1978     | 4 augustus 1983                  | Forlani                       |                 |
| Giovanni Spadolini (1981–1982)  | DC                              | Virginio Rognoni                 | Virginio Rognoni (1924–2022) | 13 juni 1978     | 4 augustus 1983                  | Spadolini I                   |                 |
| Giovanni Spadolini (1981–1982)  | DC                              | Virginio Rognoni                 | Virginio Rognoni (1924–2022) | 13 juni 1978     | 4 augustus 1983                  | Spadolini II                  |                 |
| Amintore Fanfani (1982–1983)    | DC                              | Virginio Rognoni                 | Virginio Rognoni (1924–2022) | 13 juni 1978     | 4 augustus 1983                  | Fanfani V                     |                 |
|                                 | Oscar Luigi Scalfaro            | Oscar Luigi Scalfaro (1918–2012) | 4 augustus 1983              | 28 juli 1987     | DC                               | Bettino Craxi (1983–1987)     | Craxi I         |
| Craxi II                        | Oscar Luigi Scalfaro            | Oscar Luigi Scalfaro (1918–2012) | 4 augustus 1983              | 28 juli 1987     | DC                               | Bettino Craxi (1983–1987)     |                 |
| Amintore Fanfani (1987)         | Oscar Luigi Scalfaro            | Oscar Luigi Scalfaro (1918–2012) | 4 augustus 1983              | 28 juli 1987     | DC                               | Fanfani VI                    |                 |
|                                 | Amintore Fanfani                | Amintore Fanfani (1908–1999)     | 28 juli 1987                 | 13 april 1988    | DC                               | Giovanni Goria (1987–1988)    | Goria           |
|                                 | Antonio Gava                    | Antonio Gava (1930–2008)         | 13 april 1988                | 16 oktober 1990  | DC                               | Ciriaco De Mita (1988–1989)   | De Mita         |
| Giulio Andreotti (1989–1992)    | Antonio Gava                    | Antonio Gava (1930–2008)         | 13 april 1988                | 16 oktober 1990  | DC                               | Andreotti VI                  |                 |
| Giulio Andreotti (1989–1992)    |                                 | Vincenzo Scotti                  | Vincenzo Scotti (1933)       | 16 oktober 1990  | 28 juni 1992                     | Andreotti VI                  | DC              |
| Giulio Andreotti (1989–1992)    | DC                              | Vincenzo Scotti                  | Vincenzo Scotti (1933)       | 16 oktober 1990  | 28 juni 1992                     | Andreotti VII                 |                 |
|                                 | Claudio Martelli                | Claudio Martelli (1931)          | 28 juni 1992                 | 20 april 1994    | DC                               | Giuliano Amato (1992–1993)    | Amato I         |
| DC (1992–94)                    | Claudio Martelli                | Claudio Martelli (1931)          | 28 juni 1992                 | 20 april 1994    | Carlo Azeglio Ciampi (1993–1994) | Ciampi                        |                 |
| PPI (1994)                      | Claudio Martelli                | Claudio Martelli (1931)          | 28 juni 1992                 | 20 april 1994    | Carlo Azeglio Ciampi (1993–1994) | Ciampi                        |                 |
|                                 |                                 | Carlo Azeglio Ciampi (1920–2016) | 20 april 1994                | 10 mei 1994      | Carlo Azeglio Ciampi (1993–1994) | Ciampi                        | O               |
|                                 | Roberto Maroni                  | Roberto Maroni (1955–2022)       | 10 mei 1994                  | 17 januari 1995  | LN                               | Silvio Berlusconi (1994–1995) | Berlusconi I    |
|                                 | Antonio Brancaccio              | Antonio Brancaccio (1923–1995)   | 17 januari 1995              | 8 juni 1995      | O                                | Lamberto Dini (1995–1996)     | Dini            |
|                                 | Giovanni Coronas                | Giovanni Coronas (1919–2008)     | 8 juni 1995                  | 17 mei 1996      | O                                | Lamberto Dini (1995–1996)     | Dini            |
|                                 | Giorgio Napolitano              | Giorgio Napolitano (1925)        | 17 mei 1996                  | 21 oktober 1998  | PDS (1996–98)                    | Romano Prodi (1996–1998)      | Prodi I         |
|                                 | Giorgio Napolitano              | Giorgio Napolitano (1925)        | 17 mei 1996                  | 21 oktober 1998  | DS (1998)                        | Romano Prodi (1996–1998)      | Prodi I         |
|                                 | Rosa Russo Iervolino            | Rosa Russo Iervolino (1936)      | 21 oktober 1998              | 22 december 1999 | PPI                              | Massimo D'Alema (1998–2000)   | D'Alema I       |
|                                 | Enzo Bianco                     | Enzo Bianco (1951)               | 22 december 1999             | 11 juni 2001     | ID                               | Massimo D'Alema (1998–2000)   | D'Alema II      |
| Giuliano Amato (2000–2001)      | Enzo Bianco                     | Enzo Bianco (1951)               | 22 december 1999             | 11 juni 2001     | ID                               | Amato II                      |                 |
|                                 | Claudio Scajola                 | Claudio Scajola (1948)           | 11 juni 2001                 | 2 juli 2002      | FI                               | Silvio Berlusconi (2001–2006) | Berlusconi II   |
|                                 | Giuseppe Pisanu                 | Giuseppe Pisanu (1937)           | 2 juli 2002                  | 17 mei 2006      | FI                               | Silvio Berlusconi (2001–2006) | Berlusconi II   |
| FI                              | Giuseppe Pisanu                 | Giuseppe Pisanu (1937)           | 2 juli 2002                  | 17 mei 2006      | Berlusconi III                   | Silvio Berlusconi (2001–2006) |                 |
|                                 | Giuliano Amato                  | Giuliano Amato (1938)            | 17 mei 2006                  | 8 mei 2008       | O (2006–07)                      | Romano Prodi (2006–2008)      | Prodi II        |
|                                 | Giuliano Amato                  | Giuliano Amato (1938)            | 17 mei 2006                  | 8 mei 2008       | DP (2007–08)                     | Romano Prodi (2006–2008)      | Prodi II        |
|                                 | Roberto Maroni                  | Roberto Maroni (1955–2022)       | 8 mei 2008                   | 16 november 2011 | LN                               | Silvio Berlusconi (2008–2011) | Berlusconi IV   |
|                                 | Annamaria Cancellieri           | Annamaria Cancellieri (1943)     | 16 november 2011             | 28 april 2013    | O                                | Mario Monti (2011–2013)       | Monti           |
|                                 | Angelino Alfano                 | Angelino Alfano (1970)           | 28 april 2013                | 12 december 2016 | PdL (2013)                       | Enrico Letta (2013–2014)      | Letta           |
|                                 | Angelino Alfano                 | Angelino Alfano (1970)           | 28 april 2013                | 12 december 2016 | NCD (2013–2016)                  | Enrico Letta (2013–2014)      | Letta           |
| Matteo Renzi (2014–2016)        | Angelino Alfano                 | Angelino Alfano (1970)           | 28 april 2013                | 12 december 2016 | Renzi                            |                               |                 |
|                                 | Marco Minniti                   | Marco Minniti (1956)             | 12 december 2016             | 1 juni 2018      | DP                               | Paolo Gentiloni (2016–2018)   | Gentiloni       |
|                                 | Matteo Salvini                  | Matteo Salvini (1973)            | 1 juni 2018                  | 5 september 2019 | LN                               | Giuseppe Conte (2018–2021)    | Conte I         |
|                                 | Luciana Lamorgese               | Luciana Lamorgese (1953)         | 5 september 2019             | 22 oktober 2022  | O                                | Giuseppe Conte (2018–2021)    | Conte II        |
| Mario Draghi (2021–2022)        | Luciana Lamorgese               | Luciana Lamorgese (1953)         | 5 september 2019             | 22 oktober 2022  | O                                | Draghi                        |                 |
|                                 | Matteo Piantedosi               | Matteo Piantedosi (1963)         | 22 oktober 2022              | heden            | O                                | Giorgia Meloni (sinds 2022)   | Meloni          |